# 善本叢書本源氏物語
善本叢書本源氏物語（ぜんぽんそうしょほんげんじものがたり）は、源氏物語の写本の一群の呼称。

## 概要
善本叢書本源氏物語とは、天理大学附属天理図書館に収蔵される源氏物語の写本のうち『天理図書館善本叢書』というシリーズの「源氏物語諸本集」に収録された写本の総称である。源氏物語の写本のうち、複数の巻の写本が「○○本」という同一名称で呼ばれるのは、元来ひと組の写本として書かれたもの、または本来は別々の写本であったものの、近代以前から特定の所蔵者のもとにまとまって伝来してきた場合が一般的である。しかしながらこの「善本叢書本」はそのいずれにも該当せず、各々筆者や時代を異にし、長年別々に伝えられてきた写本群である。これらは昭和20年代に天理教の第2代真柱である中山正善（1905－1967）が収集し天理大学附属天理図書館に収蔵された多くの写本の一部であり、そのうち昭和40年代以降になって『天理図書館善本叢書』の「源氏物語諸本集」に影印が収められたいくつかの写本を総称して「善本叢書本（源氏物語）」と呼んでいる。
中山正善は昭和初期から蒐書家として知られたが、最も大規模な蒐書が行われたのは第二次世界大戦後の数年間のことである。この時期日本の社会は大きな混乱に陥り、華族としての身分やそれに伴う地位や保護を失った旧公家、大名家などが近代以前から伝えてきた蔵書や古美術品を続々と売りに出した。また、財閥解体、財産税の課税などに伴い、戦前の大コレクターの中心的存在であった財閥関係者や地主などの中にも貴重な蔵書を手放す者は多く存在した。こうした状況の中で最も優遇された存在の一つが戦前には国家とのつながりによる恩恵が無く、むしろ規制・弾圧されていた国家神道以外の宗教組織であり、これらに対しては、当時の国家（さらにはその背景であるGHQ）が税制面を含むさまざまな保護政策をとったため、日本国内の代表的な新宗教のひとつである天理教の代表者たる中山正善は多くのコレクションを一括購入を含むさまざまな書籍や美術品を購入した。
現在、天理大学附属天理図書館にはまとまって伝存している源氏物語の重要な写本だけでも池田本、肖柏本、国冬本、麦生本、阿里莫本、天理河内本などがあるが、そのほかにも1、2帖だけの形で伝来している重要な写本も数多く収蔵されている。1973年にこのような写本の中から重要なものを選び出して『天理図書館善本叢書』の「源氏物語諸本集 1」として影印本を刊行した。この「源氏物語諸本集1」に収録されている写本はもともとの伝来も伝承筆者も書写時期も本文系統もさまざまであるが、これ以後一括して「善本叢書本（源氏物語）」と呼ばれるようになった。「源氏物語諸本集」は、同書1において2、3とシリーズ化していくことが予告されていたが、2010年現在刊行されているのは1978年1月に刊行された「源氏物語諸本集 2」のみである。

## 収録されている写本
源氏物語諸本集 1
- 一　帚木[1]
  - 伝承筆者　藤原為家
  - 本文系統　青表紙本
  - 書写時期　鎌倉時代中期
  - 校本への採用
    - 校異源氏物語及び源氏物語大成　「松」「松浦本　伝藤原為家筆　松浦伯爵家旧蔵」
    - 源氏物語別本集成　続「善」「善本叢書本（天理図書館蔵）」

- 二　末摘花[2]
  - 伝承筆者　冷泉為相
  - 本文系統　青表紙本
  - 書写時期　鎌倉時代中期
  - 校本への採用
    - 源氏物語別本集成　続「善」「善本叢書本（天理図書館蔵）」

- 三　蓬生[3][4]
  - 伝承筆者　藤原為家
  - 本文系統　河内本
  - 書写時期　鎌倉時代中期
  - 校本への採用
    - 源氏物語別本集成　続「善」「善本叢書本（天理図書館蔵）」

- 四　薄雲 朝顔[5][6][7]
  - 伝承筆者　二条為氏
  - 書写時期　鎌倉時代中期
  - 校本への採用
    - 校異源氏物語及び源氏物語大成「耕」「耕雲自筆書入　保阪潤治蔵」青表紙本
    - 校異源氏物語及び源氏物語大成「坂」「伝二条為氏筆写　保坂潤治蔵」別本
    - 源氏物語別本集成　続「坂」「伝為氏筆本（伝二条為氏筆・天理図書館蔵）」

- 五　乙女[8][9][10]
  - 伝承筆者　二条院讃岐
  - 本文系統　別本
  - 書写時期　鎌倉時代中期
  - 校本への採用
    - 校異源氏物語及び源氏物語大成「讃」「 伝二条院讃岐筆写」別本
    - 源氏物語別本集成　続「讃」「伝讃岐筆本（天理図書館蔵）」

源氏物語諸本集 2
- 一　野分[11][12][13]
  - 伝承筆者　藤原定家
  - 本文系統　青表紙本
  - 書写時期　鎌倉時代末期
  - 校本への採用
    - 校異源氏物語及び源氏物語大成には未収

- 二　藤袴[14][15]
  - 伝承筆者　慈鎮
  - 本文系統　青表紙本
  - 書写時期　鎌倉時代中期
  - 校本への採用
    - 校異源氏物語及び源氏物語大成「鎮」「伝慈鎮筆　桃園文庫蔵」青表紙本

- 三　真木柱[16][17][18][19]
  - 本文系統　別本
  - 書写時期　鎌倉時代
  - 校本への採用
    - 校異源氏物語及び源氏物語大成「長」「伝冷泉為相筆写　長谷場純敬蔵」別本
    - 源氏物語別本集成「善」「善本叢書本（天理図書館蔵）」

- 四　柏木[20]
  - 伝承筆者　源頼政
  - 本文系統　別本
  - 書写時期　鎌倉時代初期
  - 校本への採用
    - 校異源氏物語及び源氏物語大成には未収
    - 源氏物語別本集成「善」「善本叢書本（天理図書館蔵）」

- 五　鈴虫[21][22]
  - 伝承筆者　藤原俊成
  - 本文系統　河内本
  - 書写時期　鎌倉時代初期
  - 校本への採用
    - 校異源氏物語及び源氏物語大成「俊」「伝藤原俊成筆写　宮崎半兵衛蔵」河内本
    - 河内本源氏物語校異集成「俊」「伝藤原俊成筆本」

- 六　夕霧[23][24]
  - 書写時期　鎌倉時代中末期
  - 本文系統　河内本
  - 校本への採用
    - 校異源氏物語及び源氏物語大成「加」「伝二条為氏筆（加持井宮旧蔵）　桃園文庫蔵」河内本
    - 河内本源氏物語校異集成「加」「加治井宮家旧蔵本　天理図書館蔵」

- 七　竹河[25][26][27]
  - 伝承筆者　西行
  - 本文系統　別本
  - 校本への採用
    - 校異源氏物語及び源氏物語大成「大」「伝西行筆写　大島雅太郎蔵」別本
    - 源氏物語別本集成「善」「善本叢書本（天理図書館蔵）」

## 校本への採用
校異源氏物語及び源氏物語大成に数帖が採用されているが、天理図書館に納められる前であったためそれぞれ当時の所蔵者や伝承筆者の名前で納められている。河内本源氏物語校異集成には鈴虫と夕霧が採用されている。源氏物語別本集成に真木柱、柏木、竹河が採用されている。源氏物語別本集成続では、「「源氏物語別本集成」では採用していない巻があったが全巻の収録を予定している。」として現在までに帚木、末摘花、蓬生が採用されている。

## 影印本
- 天理図書館善本叢書和書之部編集委員会編集『天理図書館善本叢書. 和書之部 第14巻 源氏物語諸本集 1』天理大学出版部、八木書店(発売)、1973年11月（注においては『源氏物語諸本集 1』と略す）
帚木 伝藤原為家筆. 末摘花 伝冷泉為相筆. 蓬生 伝藤原為家筆. 薄雲 朝顔 伝二条為氏筆. 乙女 伝二条院讃岐筆
- 天理図書館善本叢書和書之部編集委員会編集『天理図書館善本叢書. 和書之部 第30巻 源氏物語諸本集 2』天理大学出版部、八木書店(発売)、1978年1月（注においては『源氏物語諸本集 2』と略す）
野分 伝藤原定家筆. 藤袴 伝慈鎮筆. 真木柱 柏木 伝源頼政筆. 鈴虫 伝藤原俊成筆. 夕霧 竹河 伝西行筆